# دارشاهی
دارشاهی، روستایی از توابع بخش مرکزی شهرستان دنا در استان کهگیلویه و بویراحمد ایران است.
این روستا یک روستای طولی به موازات اتوبان یاسوج-اصفهان و رودخانهٔ رؤیایی «بشار» است و در دشت بسیار زیبایی واقع شده که سراسر سرسبز و شالیزار و باغ و مزارع مختلف است.
اگر از نقشه‌های ماهواره‌ای و از بالا به این روستا بنگرید تراکم منازل مسکونی در هفت قسمت و هفت محله واقع شده که به ترتیب از شرق آن محلهٔ «تِش‌بَرقی» «منطقه دومِ تِش‌برقی» «پَستُل» «مال‌وسطی» «مال‌دومِنی» و به دو محله که درغربی‌ترین گوشه دارشاهی واقع است و از پنج محله پیشین جدا افتاده‌اند «تل‌اِسپید» {یا تل‌سفید} و «خمینی‌آباد» و «اسلام‌آباد دارشاهی» و مخصوصاً «خمینی‌آباد دارشاهی» معروفند.
واژه‌نامه اسم‌های محلی (محله‌ها):
تِش‌بَرقی: صاعقه‌زده ⬅پَستُل: پشت تپه⬅مال‌وسطی: محلهٔ وسطی⬅مال‌دومنی: محلهٔ پایینی⬅تلسپی: (تَل‌اِسپید)⬅تل‌سَفی: تپهٔ سفید⬅خمینی آبای: خمینی آباد
روستای دارشاهی
⬅ از جنوب: با رودخانه بسیار زیبای بشار (موازی با اتوبان یاسوج-اصفهان)
⬅ از شرق با روستای رؤیایی و زیارتگاه امامزاده ابراهیم عسکر کریک
⬅ از غرب با روستای نوعی‌ها
⬅ از شمال نیز با جنگل بسیار زیبای بلوط حاشیه جنوبی زاگرس مجاور است.

## آب و هوای دارشاهی
شالیزارهای سرسبز پهنهٔ دارشاهی را پوشیده و جویبارها و باغها خنک زایی و دنا با تاج سپیدش فرمانروایی می‌کند و از این حیث دارشاهی از زیباترین و دلنشین‌ترین روستاهای نه تنها استان کهگیلویه و بویراحمد بلکه ایران است.
آب و هوای دارشاهی در همه فصلها تقریباً به تعادل نزدیک است و با وجود اینکه در مجاورت قله دنا قرار دارد در زمستانها سرمایش سخت نیست و در تابستان نیز بخاطر مجاورت با رودخانه بشار و جریان جویبارها گرمایش هرم ندارد. در زیر جدول اطلاعات هواشناسی نزدیکترین مرکز به دارشاهی که شهر یاسوج می‌باشد قرار داده شده است.
| داده‌های اقلیم یاسوج، ایران         | داده‌های اقلیم یاسوج، ایران | داده‌های اقلیم یاسوج، ایران | داده‌های اقلیم یاسوج، ایران | داده‌های اقلیم یاسوج، ایران | داده‌های اقلیم یاسوج، ایران | داده‌های اقلیم یاسوج، ایران | داده‌های اقلیم یاسوج، ایران | داده‌های اقلیم یاسوج، ایران | داده‌های اقلیم یاسوج، ایران | داده‌های اقلیم یاسوج، ایران | داده‌های اقلیم یاسوج، ایران | داده‌های اقلیم یاسوج، ایران | داده‌های اقلیم یاسوج، ایران |
| ماه                                | ژانویه                     | فوریه                      | مارس                       | آوریل                      | مه                         | ژوئن                       | ژوئیه                      | اوت                        | سپتامبر                    | اکتبر                      | نوامبر                     | دسامبر                     | سال                        |
| ---------------------------------- | -------------------------- | -------------------------- | -------------------------- | -------------------------- | -------------------------- | -------------------------- | -------------------------- | -------------------------- | -------------------------- | -------------------------- | -------------------------- | -------------------------- | -------------------------- |
| سابقهٔ بیش‌ترین °C (°F)              | ۱۸٫۸ (۶۶)                  | ۲۰٫۶ (۶۹)                  | ۲۴ (۷۵)                    | ۲۹٫۶ (۸۵)                  | ۳۴٫۴ (۹۴)                  | ۳۹٫۶ (۱۰۳)                 | ۴۰٫۴ (۱۰۵)                 | ۳۹٫۵ (۱۰۳)                 | ۳۶٫۵ (۹۸)                  | ۳۱ (۸۸)                    | ۲۵ (۷۷)                    | ۲۳ (۷۳)                    | ۴۰٫۴ (۱۰۵)                 |
| میانگین بیش‌ترین °C (°F)            | ۸٫۳ (۴۷)                   | ۱۰٫۵ (۵۱)                  | ۱۴٫۴ (۵۸)                  | ۲۰٫۷ (۶۹)                  | ۲۶٫۹ (۸۰)                  | ۳۲٫۶ (۹۱)                  | ۳۵٫۱ (۹۵)                  | ۳۴٫۸ (۹۵)                  | ۳۱٫۱ (۸۸)                  | ۲۴٫۷ (۷۶)                  | ۱۷٫۳ (۶۳)                  | ۱۱٫۸ (۵۳)                  | ۲۲٫۳۵ (۷۲٫۲)               |
| میانگین کم‌ترین °C (°F)             | −۲ (۲۸)                    | −۰٫۵ (۳۱)                  | ۲٫۹ (۳۷)                   | ۷٫۳ (۴۵)                   | ۱۱٫۱ (۵۲)                  | ۱۴٫۹ (۵۹)                  | ۱۸٫۶ (۶۵)                  | ۱۷٫۷ (۶۴)                  | ۱۳٫۵ (۵۶)                  | ۸٫۵ (۴۷)                   | ۳٫۷ (۳۹)                   | ۰٫۵ (۳۳)                   | ۸٫۰۲ (۴۶٫۳)                |
| سابقهٔ کم‌ترین °C (°F)               | −۱۹ (−۲)                   | −۱۲٫۴ (۱۰)                 | −۵٫۵ (۲۲)                  | −۲٫۸ (۲۷)                  | ۳٫۶ (۳۸)                   | ۸٫۸ (۴۸)                   | ۱۲٫۶ (۵۵)                  | ۱۱٫۴ (۵۳)                  | ۵٫۸ (۴۲)                   | ۲٫۶ (۳۷)                   | −۴٫۴ (۲۴)                  | −۱۱ (۱۲)                   | −۱۹ (−۲)                   |
| بارندگی میلی‌متر (اینچ)             | ۱۷۸٫۳ (۷٫۰۲)               | ۱۵۵٫۹ (۶٫۱۴)               | ۱۶۵٫۸ (۶٫۵۳)               | ۶۵ (۲٫۵۶)                  | ۱۴٫۷ (۰٫۵۸)                | ۰٫۶ (۰٫۰۲)                 | ۱٫۲ (۰٫۰۵)                 | ۱٫۸ (۰٫۰۷)                 | ۰٫۴ (۰٫۰۲)                 | ۱۱٫۱ (۰٫۴۴)                | ۶۵ (۲٫۵۶)                  | ۲۰۵٫۱ (۸٫۰۷)               | ۸۶۴٫۹ (۳۴٫۰۶)              |
| میانگین روزهای بارندگی (≥ ۱.۰ mm)  | ۱۰٫۲                       | ۸٫۷                        | ۹٫۶                        | ۶٫۱                        | ۱٫۸                        | ۰٫۲                        | ۰٫۴                        | ۰٫۴                        | ۰٫۱                        | ۱٫۵                        | ۵٫۱                        | ۸٫۶                        | ۵۲٫۷                       |
| درصد رطوبت                         | ۷۱                         | ۶۴                         | ۵۷                         | ۵۱                         | ۳۸                         | ۲۷                         | ۲۶                         | ۲۶                         | ۲۶                         | ۳۶                         | ۵۲                         | ۶۴                         | ۴۴٫۸                       |
| میانگین روزانه ساعت‌های تابش آفتاب  | ۱۸۳٫۹                      | ۱۸۹٫۲                      | ۲۱۲٫۷                      | ۲۴۰٫۲                      | ۳۲۰٫۶                      | ۳۵۸٫۵                      | ۳۴۳٫۵                      | ۳۲۹٫۷                      | ۳۱۴٫۲                      | ۲۸۶٫۱                      | ۲۱۸٫۹                      | ۱۹۳٫۳                      | ۳٬۱۹۰٫۸                    |
| منبع: Synoptic Stations Statistics |                            |                            |                            |                            |                            |                            |                            |                            |                            |                            |                            |                            |                            |

## مردم دارشاهی
مردم دارشاهی از طایفه گودرزی‌های بویراحمد هستند که اکثراً قرابت فامیلی با همدیگر دارند و به چند زیر مجموعه تقسیم می‌شوند و هر کس با نام خاندان خویش شناخته می‌شود که مهم‌ترین آنها از این قرار است:
«کا حسینی»
«کا حسن خانی»
«کا شاهبانی»
«کا یارعلی»
«کا علیرضا»
«کا برخورداری»
«کا علی»
«کا امیرخانی»
نسبت‌های این خاندان‌ها چنان به هم آمیخته است که تقریباً همه شهروندان دارشاهی در هنگام ملاقات همدیگر در کوچه و خیابان همدیگر را با نسبت فامیلی و خونی که دارند صدا می‌زند، بعنوان مثال: عمو، دایی، خاله، عمه، پسر عمه، پسر خاله و… و این قرابت فامیلی حس همدلی و اتحاد اشخاص را به میزان قابل توجهی افزایش داده است.
اهالی دارشاهی در مهمان نوازی شهره‌اند و طبیعت خوش مشرب و شاد و بذله گو و خوش سخنی در آنها قابل توجه است و معاششان از طریق کشاورزی و باغداری و دامداری و کارخانجات تولید شن و ماسه و طرحهای کشاورزی و تولید صیفی جات و… تأمین می‌شود.

## امکانات رفاهی
دارشاهی از جهت امکانات رفاهی دارای آب آشامیدنی سالم و برق و گاز و تلفن و مدرسه و بهداشت و مهد کودک است و در سه محله از محله‌های آن نیز مسجد وجود دارد.
می‌توانید در لینک زیر تصاویر ماهواره‌ای روستای دارشاهی را ببینید
http://wikimapia.org/#lang=fa&lat=30.842110&lon=51.380997&z=12&m=b

## جمعیت
این روستا در دهستان دنا قرار دارد و براساس سرشماری مرکز آمار ایران در سال ۱۳۸۵، جمعیت آن ۸۴۱ نفر (۱۸۷خانوار) بوده است.

## مناظر طبیعی

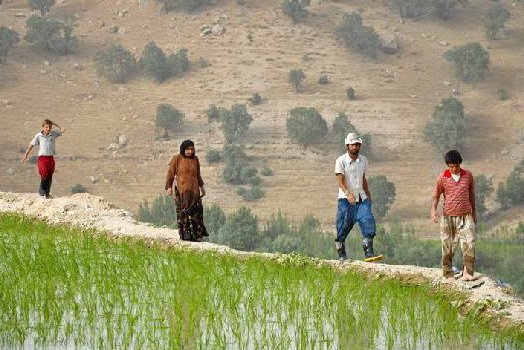
فصل نشای برنج در دارشاهی

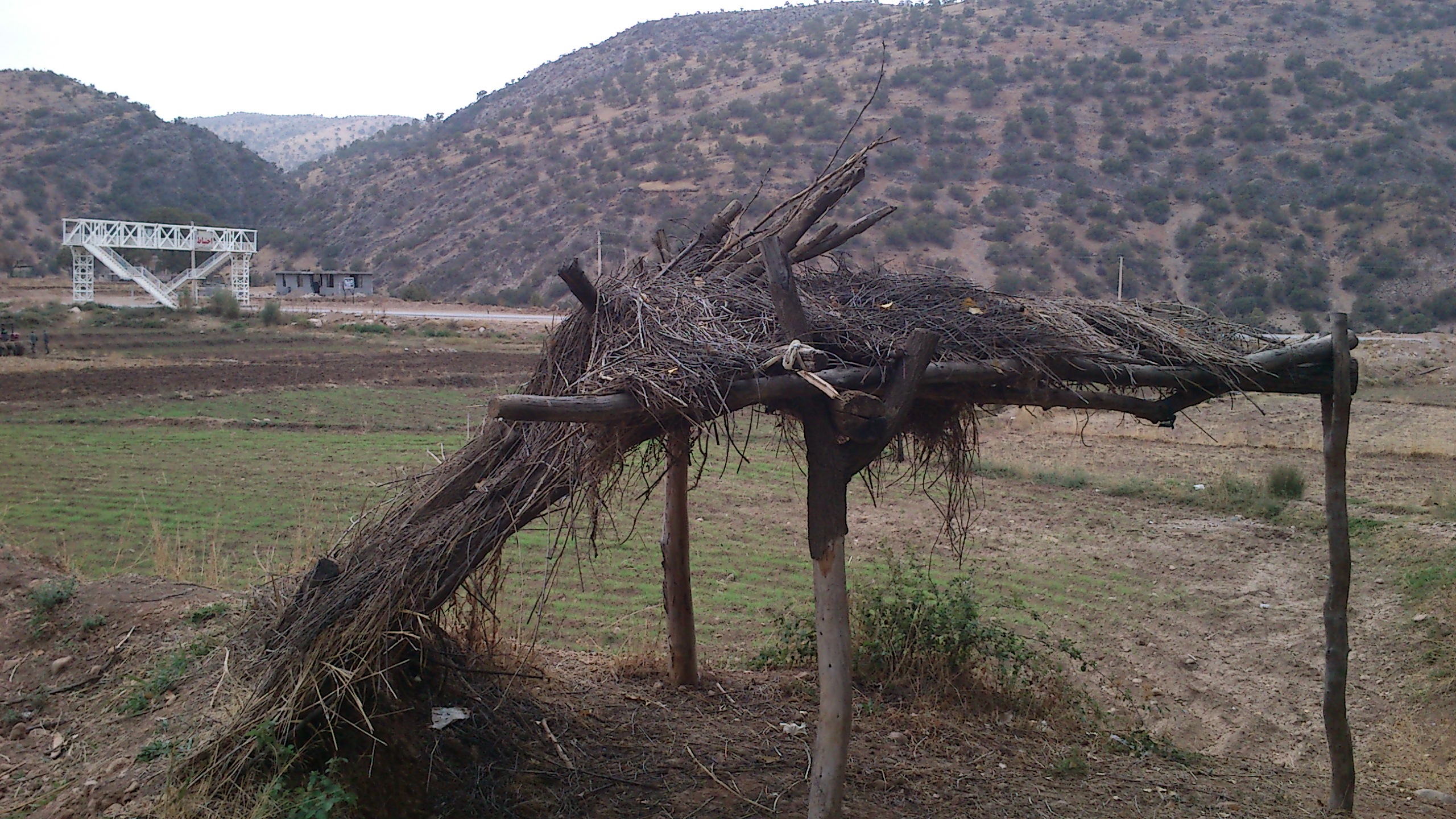
کپرهای روی شالیزار

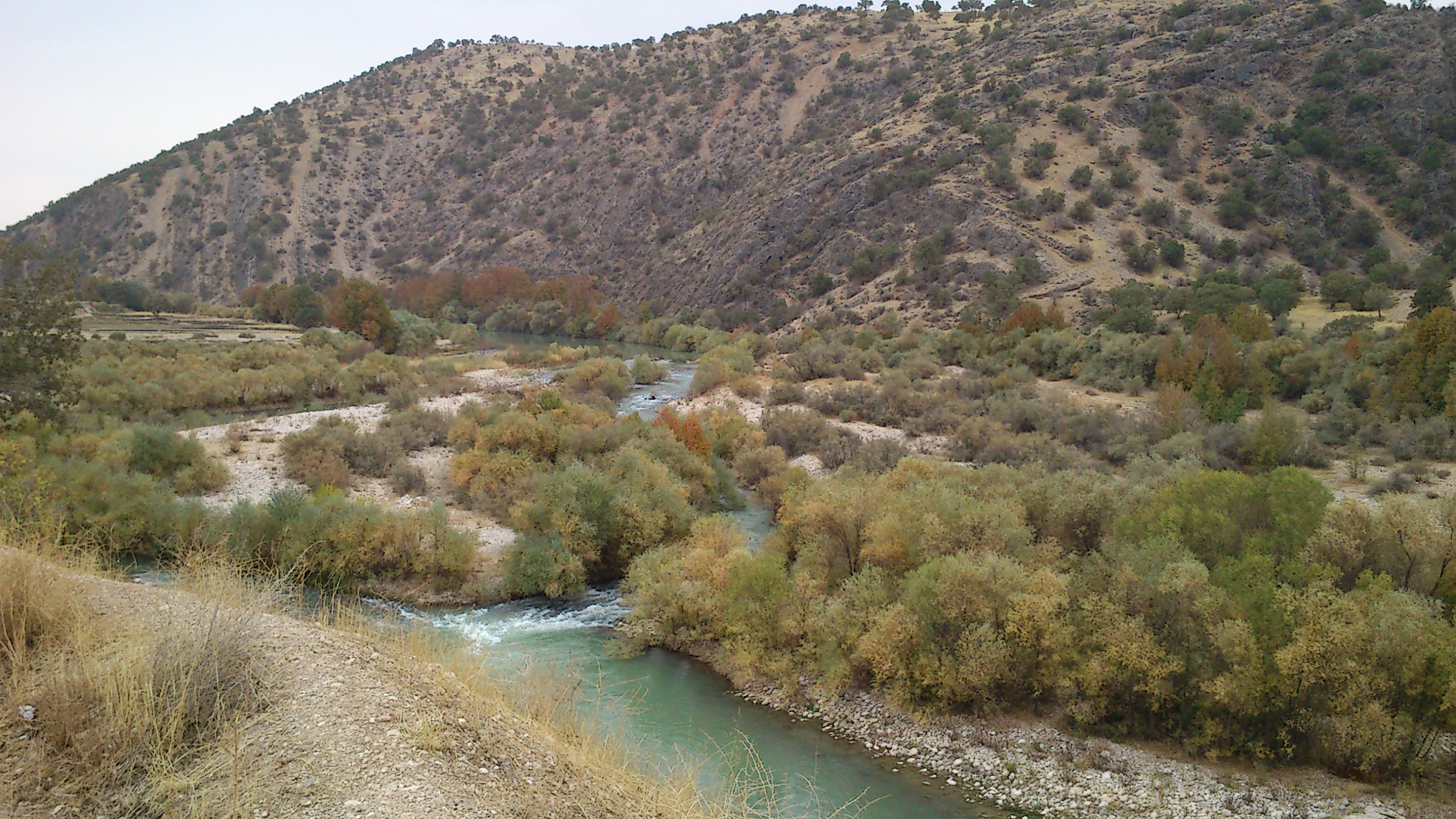
پائیز در بیشه‌های حاشیه رودخانه بشار در دارشاهی